# Championnats d'Afrique de slalom de canoë-kayak 2013
Navigation
2012 2015
Les Championnats d'Afrique de slalom 2013 sont la quatrième édition des Championnats d'Afrique de slalom de canoë-kayak. Ils ont lieu en octobre 2013 à Sagana au Kenya. Ils se déroulent conjonteement avec les Championnats d'Afrique de descente de canoë-kayak 2013.

## Médaillés

### Hommes
| Épreuves  | Or                       | Argent                    | Bronze                |
| --------- | ------------------------ | ------------------------- | --------------------- |
| K1 hommes | Johnathan Akinyemi (NGA) | Jean-Pierre Bourhis (SEN) | Brandon Orpwood (RSA) |
| C1 hommes | Nadjib Mazar (ALG)       | Jean-Pierre Bourhis (SEN) | Alphaxard Maina (KEN) |
| K1 femmes | Lilian Japhet (NGA)      |                           |                       |